# Friedenhain-Přešťovice
Friedenhain-Přešťovice ist ein im 5. Jahrhundert in Böhmen und Bayern aufgetretener Typ von Gefäßen aus Keramik. Benannt wurde dieser nach zwei Brandgräberfeldern – Friedenhain bei Straubing (Bayern) und Přešťovice (dt. Prestowitz) an der Otava (dt. Wottawa) in Böhmen, jetzt Tschechien.

## Charakteristik und Verbreitung
Keramik-Gefäße des Typs Friedenhain-Přešťovice zeichnen sich Thomas Fischer zufolge dadurch aus, dass diese nicht mittels Töpferscheiben gedreht, sondern mit freier Hand geformt wurden. Es handle sich um zumeist flache Schalen, die sich durch Verzierungen mit Schrägriefen, Dellen auf dem Umbruch, dünne Wandungen und eine glänzende Glättung der Keramikoberfläche auszeichneten. Als Verbreitungsgebiete wurden der Südwesten Böhmens sowie die nördlich an die Donau angrenzenden Gebiete zwischen Donauwörth und Straubing benannt. Laut Fischer seien Keramikgefäße des Typs Friedenhain-Přešťovice ab etwa 400 n. Chr. aufgetreten; ihre Beigabe in den Gräberfeldern von Přešťovice und anderswo in Tschechien sei im frühen 5. Jahrhundert abgebrochen. Die Keramik-Gefäße des Typs Friedenhain-Přešťovice wurden dem elbgermanischen Kulturkreis zugeordnet.

## Postulierter Zusammenhang mit der bairischen Ethnogenese
Einer postulierten Fundgruppe Friedenhain-Přešťovice wurde in den Achtzigerjahren des 20. Jahrhunderts erhebliche Bedeutung für das Verständnis der Ethnogenese der Baiovaren (Baiern) zugemessen. So argumentierte Thomas Fischer, dass der geographischen Verbreitung und der typologischen Analyse der Fundgruppe Friedenhain-Přešťovice zufolge eine elbgermanische Bevölkerungsgruppe im 5. Jahrhundert von Böhmen in das teilweise entvölkerte Vorland des ostraetischen Donaulimes migriert sei. So man die Gleichsetzung der „Baiovarii“ mit „Leuten aus Böhmen“ akzeptiere, ergäbe sich die Möglichkeit, die Träger des Materialhorizontes Friedenhain-Přešťovice mit dieser Gruppe zu verbinden. Die elbgermanischen Träger der Fundgruppe Friedenhain-Přešťovice seien dabei zunächst aus Böhmen vor allem über die Cham-Further Senke nach Regensburg, in den Donauraum zwischen Regensburg und der Lech-Mündung sowie in das Gebiet des späteren Gäubodens zugewandert, wo diese als Foederaten die Sicherung des Donau-Limes übernommen hätten. Die "rein aus archäologischen Funden erschlossene Gruppe Friedenhain/Přešťovice" hätte, so Fischer und Hans Geisler, nach Auflösung der römischen Grenzverteidigung "die mit massiven Quadermauern umschlossene Festung Regensburg" gehalten, welche wenig später in schriftlichen Quellen als "Haupt- und Residenzstadt des bairischen Stammesherzogtums" erschienen sei. Die mit der Keramik des Typs Friedenhain-Přešťovice verbundene Personengruppe stellte die bislang fehlende Verbindung zwischen Spätantike und Mittelalter her. Man könne somit in ihnen "die Baiovarii, die 'Männer aus Böhmen' sehen", deren Namen "das Bayernvolk noch heute" trage.

## Kritik
Die Postulierung der Existenz einer einheitlichen Fundgruppe Friedenhain-Přešťovice sowie von deren Relevanz für die bairische Ethnogenese war seit Beginn des 21. Jahrhunderts in der archäologischen Forschung Gegenstand erheblicher Kritik, so beispielsweise von Arno Rettner, Jochen Haberstroh, Hubert Fehr, Brigitte Haas-Gebhart und Raimund Masanz. Als Kritikpunkte führte Rettner die spärliche Verbreitung der Friedenhain-Prest'ovice-Keramik in Böhmen, das Fehlen einer mit einer Migration von Böhmen an die Donau kompatiblen Datierung der in den vermuteten Herkunfts- und Zielgebieten gefundenen archäologischen Artefakte, die wahrscheinliche, die Relevanz demographischer Prozesse im Donauraum schmälernde Beibehaltung Augsburgs als bairischen Zentralort bis in das 6. Jahrhundert, den chronologischen Hiatus von bis zu 100 Jahren zwischen dem Auftreten der Friedenhain-Prest'ovice-Keramik und der Ersterwähnung der Baiovarii, die fehlende Erwähnung der mit der Friedenhain-Prest'ovice-Keramik verbundenen Personengruppe als „mächtige [...] Föderatengruppe“ in der Notitia Dignitatum und in der Vita Severini sowie den fehlenden Nachweis der Migration der mit der Friedenhain-Prest'ovice-Keramik verbundenen Personengruppe in die „angeblich entvölkerten Landstriche des Voralpenlandes“ im 5. Jahrhundert an. Weiterhin kritisierte Rettner, dass mit der Keramik des Typs Friedenhain-Prest'ovice lediglich ein kleiner Anteil des gesamten archäologischen Fundspektrums als Migrationsmarker in Betracht gezogen wurde. Es spräche nichts dagegen, "hinter den Friedenhain-Prešt’ovice-Leuten jene elbgermanischen Gruppen zu vermuten, die auch durch zeitgenössische Quellen im Vorfeld Rätiens bezeugt sind: eben Alamannen und Juthungen, vielleicht auch Thüringer." Fehr und Haberstroh warfen die Frage auf, ob ein Keramik-Typus beziehungsweise eine Fundgruppe Friedenhain-Přešťovice überhaupt ausreichend abgrenzbar seien. Bezüglich der Verbindung zwischen einer postulierten Fundgruppe Friedenhain-Přešťovice und einem für die Ethnogenese der Baiovaren maßgeblichen, aus Böhmen zugewanderten elbgermanischen Traditionskern konstatierte Haberstroh: "Bei dieser Verknüpfung blieben vielfältige methodische und chronologische Probleme offen, so dass die These in der frühgeschichtlichen Archäologie zunehmend kritisch bewertet wird und für historische Modellbildungen nicht mehr tragfähig ist".